# IJsland op de Olympische Winterspelen 1952
Tijdens de Olympische Winterspelen van 1952, die in Oslo (Noorwegen) werden gehouden, nam IJsland voor de tweede keer deel.

## Deelnemers en resultaten

### Alpineskiën
| Olympiër            | Discipline       | Resultaat | Prestatie                              |
| ------------------- | ---------------- | --------- | -------------------------------------- |
| Ásgeir Eyjólfsson   | afdaling (m)     | 52e       | 3.08,3 (+37,5)                         |
| Ásgeir Eyjólfsson   | reuzenslalom (m) | 63e       | 3.06,4 (+41,4)                         |
| Ásgeir Eyjólfsson   | slalom (m)       | 27e       | 2.16,1 (+16,1) 1.06,4+1.09,7           |
| Stefán Kristjánsson | afdaling (m)     | 50e       | 3.06,1 (+35,3)                         |
| Stefán Kristjánsson | reuzenslalom (m) | 68e       | 3.12,5 (+47,5)                         |
| Stefán Kristjánsson | slalom (m)       | r1: 46e   | 2e run niet startgerechtigd 1.10,2+dns |
| Haukur Sigurðsson   | afdaling (m)     | 49e       | 3.06,0 (+35,2)                         |
| Haukur Sigurðsson   | reuzenslalom (m) | 51e       | 2.57,0 (+32,0)                         |
| Haukur Sigurðsson   | slalom (m)       | dnf       | 1e run niet gefinisht                  |
| Jón Karl Sigurðsson | afdaling (m)     | 54e       | 3.10,1 (+39,3)                         |
| Jón Karl Sigurðsson | reuzenslalom (m) | 57e       | 3.01,5 (+36,5)                         |
| Jón Karl Sigurðsson | slalom (m)       | r1: 40e   | 2e run niet startgerechtigd 1.09,3+dns |

### Langlaufen
| Olympiër                                                                | Discipline        | Resultaat | Prestatie                                        |
| ----------------------------------------------------------------------- | ----------------- | --------- | ------------------------------------------------ |
| Jón Kristjánsson                                                        | 18 km (m)         | 45e       | 1:12.05 (+10.31)                                 |
| Jón Kristjánsson                                                        | 50 km (m)         | 30e       | 4:41.32 (+1:07.59)                               |
| Matthias Kristjánsson                                                   | 50 km (m)         | 33e       | 4:48.47 (+1:15.14)                               |
| Gunnar Pétursson                                                        | 18 km (m)         | 32e       | 1:10.30 (+8.56)                                  |
| Oddur Pétursson                                                         | 18 km (m)         | 55e       | 1:13.35 (+12.01)                                 |
| Ívar Stefánsson                                                         | 50 km (m)         | 29e       | 4:39.50 (+1:06.17)                               |
| Ebenezer Thórarinsson                                                   | 18 km (m)         | 40e       | 1:11.10 (+9.36)                                  |
| Gunnar Pétursson Ebenezer Thórarinsson Jón Kristjánsson Ívar Stefánsson | 4x10 km estafette | 11e       | 2:40.09 (+19.53) (40.05 / 40.30 / 39.39 / 39.55) |

### Schansspringen
| Olympiër        | Discipline | Resultaat | Prestatie                  |
| --------------- | ---------- | --------- | -------------------------- |
| Ari Guðmundsson | mannen     | 35e       | 183,0 punten (60,0+59,0 m) |

Argentinië · Australië · België · Bulgarije · Canada · Chili · Denemarken · Duitsland · Finland · Frankrijk · Griekenland · Groot-Brittannië · Hongarije · IJsland · Italië · Japan · Joegoslavië · Libanon · Nederland · Nieuw-Zeeland · Noorwegen · Oostenrijk · Polen · Portugal · Roemenië · Spanje · Tsjecho-Slowakije · Verenigde Staten · Zweden · Zwitserland